# Philip Treacy
Philip Treacy (Ballinasloe, 1967. május 26. –) Londonban élő és alkotó, ír származású kalaposmester (milliner).

## Iskolái
- National College of Art and Design
- MA fashion design course, Royal College of Art, London

1985-től kezdte meg divattal kapcsolatos tanulmányait.

## Karrier
Karrierjét Isabella Blow segítette, akinek esküvői kalapját készítette el, a Tatler magazin divatszerkesztője volt, és utána is rendszeresen viselte kalapjait.

## Kalapjai a divatszakmában
- Karl Lagerfeld at Chanel
- Valentino
- Ralph Lauren és Donna Karan divatcégek

## Kalapjai filmekben és a filmes világban
- Harry Potter-filmek
- Sarah Jessica Parker a Szex és New York filmbemutatóján viselte kalapjait

## Kalapjai a sztárvilágban
- Lady Gaga
- Grace Jones
- Boy George
- Madonna

## További érdekességek
- Ő tervezte Madonna fejdíszét a Super Bowl 2012-es félidejében előadott show-műsorában.

## Díjak
5 alkalommal nyerte el a British Fashion Awards díját.